# Les Renégats
Pour plus de détails, voir Fiche technique et Distribution.
Les Renégats est un film américain réalisé par Victor Fleming, sorti en 1930.

## Fiche technique
- Titre original : Renegades
- Titre français : Les Renégats
- Réalisation : Victor Fleming
- Scénario : Jules Furthman d'après le roman d'André Armandy
- Costumes : Sophie Wachner
- Photographie : L. William O'Connell
- Montage : Harold D. Schuster
- Pays d'origine : États-Unis
- Format : Noir et blanc - Mono
- Genre : aventure
- Durée : 84 minutes
- Date de sortie : 1930

## Distribution
- Warner Baxter : Jean Deucalion
- Myrna Loy : Eleanore
- Noah Beery : Thurman Machwurth
- Gregory Gaye : Dmitri Vologuine
- George Cooper : Harry A. Biloxi
- Béla Lugosi : le Marabout
- C. Henry Gordon : Captain Mordiconi
- Noah Beery Jr. : jeune légionnaire (non crédité)
- Edwards Davis : ambassadeur français (non crédité)
- Claire Du Brey : la servante d'Eleanore (non crédité)
- Noble Johnson : Youssef (non crédité)
- Victor Jory : Officier Belonge (non crédité)